# Distrito de Mau
Mau (en hindi: मऊ ज़िला; en urdu: ماو ضلع) es un distrito del estado de Uttar Pradesh (India). Código ISO: IN.UP.MB.
Comprende una superficie de 1713 km².
El centro administrativo es la ciudad de Mau. Dentro del distrito se encuentra la localidad de Adari.

## Demografía
Según el censo de 2011, contaba con una población total de 2 205 170 habitantes.